# Церковь Святого Николая (Гданьск)
Церковь Святого Николая (пол. Cerkiew św. Mikołaja) — кафедральный храм Белостокской и Гданьской епархии Польской православной церкви в городе Гданьске. В храме действуют два прихода: Святого Николая и Святого Георгия (войсковой).
Церковь была вписана в реестр памятников Польши 8 февраля 1996 года под номером A-1142.

## История
Церковь расположена в районе Вжешч-Гурны, в здании старой немецкой протестантской кладбищенской часовни. Часовня была построена в неоготическом стиле в начале XX века кремационным обществом Die Flame. В комплекс некрополя, кроме часовни, входили бюро, морг, крематорий и хозяйственные постройки. Первая кремация состоялась в октябре 1914 года. Если в 1914 году было проведено 16 кремаций, то в 1930-х их число доходило до 70-ти в месяц. В связи с этим, территория кладбища была расширена. В 1945 году некрополь пострадал от боевых действий, а после войны был снесён. 
В 1954 году часовня была передана Польской православной церкви, после чего она была перестроена: надстроены девять куполов, пристроен притвор, написаны фрески.

## Настоятели[3]
- Леонид Бычук (1952—1956)
- Борис Шварцкопф (1956—1976)
- Константин Громадский (1972—1984)
- Николай Сидорский (1984—1985)
- Александр Томковид (1985—2002)
- Аркадиуш Зелепух (2002—2011)
- Дариуш Юзвик (с 2011)